# Eliteserien 2013
La Eliteserien 2013, nota anche come Tippeligaen 2013 per ragioni di sponsorizzazione, fu la sessantottesima edizione della Eliteserien, massima serie del campionato norvegese di calcio. Iniziata il 15 marzo con l'anticipo della prima giornata e conclusasi il 10 novembre 2013, con una sosta estiva dal 26 maggio al 22 giugno, vide la vittoria finale dello Strømsgodset, al suo secondo titolo nella sua storia. Le giornate di campionato si sono disputate tra venerdì, sabato e domenica, od occasionalmente di lunedì, con orari variabili a seconda degli impegni delle varie squadre nelle coppe europee o in quella nazionale. Tre i turni infrasettimanali disputati: 1º e 2 aprile, 8 e 9 maggio e 16 maggio. Capocannoniere del torneo fu Frode Johnsen (Odd), con 16 reti.

## Stagione

### Novità
Dalla Eliteserien 2012 vennero retrocessi il Fredrikstad e lo Stabæk, mentre dalla 1. divisjon 2012 vennero promossi lo Start e il Sarpsborg 08. Prima dell'inizio della stagione l'Odd Grenland cambiò denominazione in Odds Ballklubb.

### Formula
Le sedici squadre partecipanti si affrontarono in un girone all'italiana con partite di andata e di ritorno, per un totale di 30 giornate. La prima classificata, vincitrice del campionato, veniva ammessa alla UEFA Champions League 2014-2015. La seconda e la terza classificata venivano ammesse alla UEFA Europa League 2014-2015, assieme al vincitore della Coppa di Norvegia. La quattordicesima classificata disputava uno spareggio promozione/retrocessione con la vincitrice dei play-off della 1. divisjon. Le ultime due classificate venivano retrocesse direttamente in 1. divisjon.

## Squadre partecipanti
| Club         | Stagione | Città        | Stadio             | Stagione 2012            |
| ------------ | -------- | ------------ | ------------------ | ------------------------ |
| Aalesund     | dettagli | Ålesund      | Color Line Stadion | 11º posto in Eliteserien |
| Brann        | dettagli | Bergen       | Brann Stadion      | 6º posto in Eliteserien  |
| Haugesund    | dettagli | Haugesund    | Haugesund Stadion  | 7º posto in Eliteserien  |
| Hønefoss     | dettagli | Hønefoss     | AKA Arena          | 13º posto in Eliteserien |
| Lillestrøm   | dettagli | Lillestrøm   | Åråsen Stadion     | 9º posto in Eliteserien  |
| Molde        | dettagli | Molde        | Aker Stadion       | Campione di Norvegia     |
| Odd          | dettagli | Skien        | Skagerak Arena     | 10º posto in Eliteserien |
| Rosenborg    | dettagli | Trondheim    | Lerkendal Stadion  | 3º posto in Eliteserien  |
| Sandnes Ulf  | dettagli | Sandnes      | Sandnes Stadion    | 14º posto in Eliteserien |
| Sarpsborg 08 | dettagli | Sarpsborg    | Sarpsborg Stadion  | 2º posto in 1. divisjon  |
| Sogndal      | dettagli | Sogndal      | Fosshaugane Campus | 12º posto in Eliteserien |
| Start        | dettagli | Kristiansand | Sør Arena          | 1º posto in 1. divisjon  |
| Strømsgodset | dettagli | Drammen      | Marienlyst Stadion | 2º posto in Eliteserien  |
| Tromsø       | dettagli | Tromsø       | Alfheim Stadion    | 4º posto in Eliteserien  |
| Vålerenga    | dettagli | Oslo         | Ullevaal Stadion   | 8º posto in Eliteserien  |
| Viking       | dettagli | Stavanger    | Viking Stadion     | 5º posto in Eliteserien  |

## Allenatori
| Squadra      | Allenatore                                                              |
| ------------ | ----------------------------------------------------------------------- |
| Aalesund     | Jan Jönsson (dopo esonero di Kjetil Rekdal)                             |
| Brann        | Rune Skarsfjord                                                         |
| Haugesund    | Jostein Grindhaug                                                       |
| Hønefoss     | Leif Gunnar Smerud                                                      |
| Lillestrøm   | Magnus Haglund                                                          |
| Molde        | Ole Gunnar Solskjær                                                     |
| Odd          | Dag-Eilev Fagermo                                                       |
| Rosenborg    | Per Joar Hansen (dopo rescissione del contratto di Jan Jönsson)         |
| Sandnes Ulf  | Asle Andersen                                                           |
| Sarpsborg 08 | Brian Deane (dopo rescissione del contratto di Roar Johansen)           |
| Sogndal      | Jonas Olsson                                                            |
| Start        | Mons Ivar Mjelde                                                        |
| Strømsgodset | Ronny Deila                                                             |
| Tromsø       | Agnar Christensen (dopo rescissione del contratto di Per-Mathias Høgmo) |
| Vålerenga    | Kjetil Rekdal (dopo che Martin Andresen riprese l'attività agonistica)  |
| Viking       | Kjell Jonevret                                                          |

## Classifica finale
|  | Pos. | Squadra      | Pt | G  | V  | N  | P  | GF | GS | DR  |
|  | ---- | ------------ | -- | -- | -- | -- | -- | -- | -- | --- |
|  | 1.   | Strømsgodset | 63 | 30 | 19 | 6  | 5  | 66 | 26 | +40 |
|  | 2.   | Rosenborg    | 62 | 30 | 18 | 8  | 4  | 50 | 25 | +25 |
|  | 3.   | Haugesund    | 51 | 30 | 15 | 6  | 9  | 41 | 39 | +2  |
|  | 4.   | Aalesund     | 49 | 30 | 14 | 7  | 9  | 55 | 44 | +11 |
|  | 5.   | Viking       | 46 | 30 | 12 | 10 | 8  | 41 | 36 | +5  |
|  | 6.   | Molde        | 44 | 30 | 12 | 8  | 10 | 47 | 38 | +9  |
|  | 7.   | Odd          | 40 | 30 | 11 | 7  | 12 | 43 | 39 | +4  |
|  | 8.   | Brann        | 39 | 30 | 11 | 6  | 13 | 46 | 46 | 0   |
|  | 9.   | Start        | 38 | 30 | 10 | 8  | 12 | 43 | 46 | -3  |
|  | 10.  | Lillestrøm   | 36 | 30 | 9  | 9  | 12 | 37 | 44 | -7  |
|  | 11.  | Vålerenga    | 36 | 30 | 10 | 6  | 14 | 41 | 50 | -9  |
|  | 12.  | Sogndal      | 33 | 30 | 8  | 9  | 13 | 33 | 48 | -15 |
|  | 13.  | Sandnes Ulf  | 33 | 30 | 9  | 6  | 15 | 36 | 58 | -22 |
|  | 14.  | Sarpsborg 08 | 31 | 30 | 8  | 7  | 15 | 40 | 58 | -18 |
|  | 15.  | Tromsø       | 29 | 30 | 7  | 8  | 15 | 41 | 50 | -9  |
|  | 15.  | Hønefoss     | 29 | 30 | 6  | 11 | 13 | 34 | 47 | -13 |

Legenda:
      Campione di Norvegia e ammessa alla UEFA Champions League 2014-2015
      Ammessa alla UEFA Europa League 2014-2015
 Ammessa allo spareggio promozione/retrocessione
      Retrocessa in 1. divisjon 2014
Note:
Tre punti a vittoria, uno a pareggio, zero a sconfitta.

## Risultati
|              | Aal  | Bra  | Hau  | Høn  | Lil  | Mol  | Odd  | Ros  | San  | Sar  | Sog  | Sta  | Str  | Tro  | Vik  | Vål  |
| ------------ | ---- | ---- | ---- | ---- | ---- | ---- | ---- | ---- | ---- | ---- | ---- | ---- | ---- | ---- | ---- | ---- |
| Aalesund     | –––– | 0-0  | 3-0  | 4-3  | 7-1  | 1-3  | 2-0  | 2-2  | 2-3  | 3-1  | 2-2  | 1-1  | 0-1  | 0-0  | 2-1  | 1-0  |
| Brann        | 2-0  | –––– | 0-1  | 0-0  | 1-1  | 1-0  | 2-0  | 1-4  | 6-1  | 3-1  | 1-0  | 2-0  | 1-1  | 4-1  | 2-0  | 3-1  |
| Haugesund    | 1-2  | 2-1  | –––– | 1-0  | 3-2  | 1-1  | 3-1  | 3-1  | 3-1  | 0-1  | 0-1  | 3-2  | 2-1  | 1-0  | 1-1  | 1-0  |
| Hønefoss     | 2-5  | 1-1  | 0-1  | –––– | 1-0  | 0-1  | 1-1  | 1-2  | 0-1  | 3-1  | 3-1  | 0-1  | 2-0  | 1-1  | 2-2  | 1-2  |
| Lillestrøm   | 1-1  | 2-0  | 3-0  | 1-2  | –––– | 2-0  | 1-0  | 0-3  | 2-2  | 2-2  | 2-2  | 3-2  | 1-1  | 3-2  | 0-1  | 0-1  |
| Molde        | 4-1  | 2-0  | 1-5  | 4-0  | 1-2  | –––– | 1-1  | 1-0  | 4-1  | 3-1  | 1-2  | 0-1  | 1-2  | 1-0  | 1-1  | 4-0  |
| Odd Grenland | 5-1  | 1-3  | 4-0  | 3-2  | 2-1  | 1-1  | –––– | 0-1  | 3-0  | 2-2  | 0-0  | 0-1  | 1-1  | 3-1  | 1-1  | 2-0  |
| Rosenborg    | 2-1  | 4-0  | 1-1  | 0-0  | 1-0  | 0-0  | 3-2  | –––– | 0-1  | 4-2  | 2-0  | 1-1  | 1-0  | 2-1  | 2-1  | 0-0  |
| Sandnes Ulf  | 0-1  | 3-1  | 1-1  | 1-1  | 1-1  | 0-0  | 2-4  | 2-3  | –––– | 2-0  | 1-3  | 3-1  | 2-1  | 2-1  | 0-1  | 1-2  |
| Sarpsborg 08 | 0-2  | 3-2  | 2-1  | 1-1  | 0-1  | 1-0  | 0-1  | 1-2  | 3-2  | –––– | 0-1  | 2-1  | 2-4  | 3-0  | 2-1  | 3-3  |
| Sogndal      | 1-2  | 3-1  | 1-1  | 1-1  | 1-2  | 1-2  | 2-0  | 0-4  | 2-1  | 0-0  | –––– | 1-1  | 0-5  | 2-2  | 1-0  | 1-2  |
| Start        | 2-2  | 3-3  | 1-2  | 3-2  | 1-0  | 1-1  | 0-1  | 0-1  | 7-0  | 1-1  | 2-0  | –––– | 0-6  | 2-2  | 1-2  | 1-0  |
| Strømsgodset | 2-1  | 2-0  | 4-0  | 6-1  | 1-0  | 5-2  | 3-1  | 2-2  | 2-0  | 1-1  | 3-1  | 1-0  | –––– | 3-1  | 3-1  | 2-1  |
| Tromsø       | 1-2  | 2-0  | 2-1  | 1-1  | 2-0  | 2-3  | 2-1  | 1-0  | 0-1  | 5-0  | 2-2  | 2-3  | 0-0  | –––– | 4-3  | 2-2  |
| Viking       | 1-3  | 3-2  | 0-0  | 0-0  | 2-2  | 2-1  | 1-0  | 0-0  | 1-1  | 2-1  | 4-1  | 3-0  | 1-0  | 2-1  | –––– | 1-0  |
| Vålerenga    | 2-1  | 4-3  | 1-2  | 1-2  | 1-1  | 3-3  | 1-2  | 1-2  | 2-0  | 5-3  | 1-0  | 1-3  | 0-3  | 2-0  | 2-2  | –––– |

## Spareggio promozione/retrocessione
Allo spareggio vennero ammessi il Sarpsborg 08, quattordicesimo classificato in Eliteserien, e il Ranheim, vincitore dei play-off di 1. divisjon. Il Sarpsborg 08 vinse gli spareggi, mantenendo così la categoria.
|              | Risultati |              | Luogo e data                |
| ------------ | --------- | ------------ | --------------------------- |
| Sarpsborg 08 | 1 - 0     | Ranheim      | Sarpsborg, 13 novembre 2013 |
| Ranheim      | 0 - 2     | Sarpsborg 08 | Ranheim, 16 novembre 2013   |
|              |           |              |                             |

## Statistiche

### Classifica marcatori
Fonte: altomfotball.no.
| Gol | Rigori |  | Giocatore             | Squadra      |
| --- | ------ |  | --------------------- | ------------ |
| 16  |        |  | Frode Johnsen         | Odd          |
| 15  | 1      |  | Abderrazak Hamdallah  | Aalesund     |
| 12  | 1      |  | Ola Kamara            | Strømsgodset |
| 11  | 1      |  | Christian Gytkjær     | Haugesund    |
| 11  |        |  | Matthías Vilhjálmsson | Start        |
| 10  |        |  | Morten Berre          | Vålerenga    |
| 10  |        |  | Leke James            | Aalesund     |
| 10  | 1      |  | Riku Riski            | Hønefoss     |
| 10  | 2      |  | Malick Mané           | Sogndal      |
| 9   |        |  | John Chibuike         | Rosenborg    |
| 9   |        |  | Martin Pušić          | Brann        |
| 9   |        |  | Daniel Chima          | Molde        |
| 9   |        |  | Trond Olsen           | Viking       |
| 9   |        |  | Torgeir Børven        | Vålerenga    |
| 9   |        |  | Amin Askar            | Brann        |